# Fuyumi
Cette page contient des caractères spéciaux ou non latins. S’ils s’affichent mal (▯, ?, etc.), consultez la page d’aide Unicode.
Fuyumi (ふゆみ) est un prénom japonais féminin. Il peut s'écrire ふゆみ en hiragana ou bien avec des kanjis.

## En kanji
La forme la plus courante semble être 冬美 : hiver et beauté.
Ce prénom s’écrit aussi, entre autres, sous les formes suivantes :
- 不由美 : préfixe privatif, raison et beauté ;
- 富由美 : richesse, raison et beauté ;
- 柳冬実 : saule, hiver et fruit ;
- 芙蓉美 : hibiscus et beauté.

## Personnes célèbres
- Fuyumi Ogura est autrice de manga, elle publie notamment dans le magazine Young You.
- Fuyumi Ono (小野 不由美) est une écrivaine.
- Fuyumi Sakamoto (坂本 冬美) est une chanteuse.
- Fuyumi Shiraishi (白石 冬美) est une seiyū.
- Fuyumi Sōryō (惣領 冬実) est une mangaka.

## Dans les œuvres de fiction
- Fuyumi est un personnage du film d'animation japonais Détective Conan : Les Quinze Minutes de silence.
- Fuyumi (ふゆみ) est un des personnages principaux du manga Larme ultime.
- Fuyumi (冬美) est une protagoniste du manga Wangan jungle.
- Fuyumi Yanagi (柳 冬実) est un personnage humain du manga Blood Lad.
- Fuyumi (冬美) est une protagoniste du manga My Hero Academia elle est la sœur de Shōto Todoroki.